# 洞院季子
洞院季子（とういん すえこ/きし、藤原季子，1265年—1336年3月26日），鎌倉、南北朝時代女性，女院。父从一位左大臣洞院实雄、母为大神能直之女。洞院愔子的妹妹，伏見天皇之妃，花園天皇、宽性入道亲王之母。院号显親門院。
文永2年（1265年）洞院季子出生，嫁给了姐姐洞院愔子的儿子伏見天皇。1287年生第一皇女璹子内亲王（朔平门院），1289年生第三皇子宽性法亲王，1291年生第三皇女延子内亲王（延明门院），1297年生第四皇子富仁亲王（花园天皇）。正中3年（1326年）准三宮。後受显親門院院号宣下。延元元年二月十三（1336年3月26日）洞院季子以七十二岁去世。